# شهرستان فومین
شهرستان فومین (به لاتین: Fumin County) یک منطقهٔ مسکونی در چین است که در کون‌مینگ واقع شده‌است. شهرستان فومین ۹۹۳ کیلومتر مربع مساحت و ۱۴۰٬۰۰۰ نفر جمعیت دارد.